# Тамьяново
Тамьяново (баш. Тамъян) — село в Чекмагушевском районе Республики Башкортостан Российской Федерации. Входит в состав Новокутовского сельсовета.
Население занято в ООО “Уныш”, СПК “Знамя”. Есть начальная. школа-детский сад, фельдшерско-акушерский пункт, клуб.

## География

### Географическое положение
Расстояние до:
- районного центра (Чекмагуш): 13 км,
- центра сельсовета (Новокутово): 4 км.

## История
Основано по договору о припуске башкирами Тамьянской волости Белебеевского уезда на вотчинных землях башкир Кыр-Еланской волости того же уезда, известно с 1785 г.
В 1797 году  здесь поселились тептяри. Название происходит от названия башкирского рода тамьян. В 1795 г. в 45 дворах проживало 222 чел., в 1865 г. в 100 дворах — 650 человек. Занимались земледелием, скотоводством, кошмоделием. Были мечеть, 3 водяные мельницы.
В 1906 году зафиксированы мечеть, водяная мельница, бакалейная лавка, хлебозапасный магазин.

## Население
| 2002 | 2009 | 2010 |
| ---- | ---- | ---- |
| 323  | ↘287 | ↘268 |

Национальный состав
Согласно переписи 2002 года, преобладающие национальности —  башкиры (58 %), татары (33 %).